# Gorozhup
Gorozhup (albanisch auch Gorozhupi, serbisch Горожуп Gorožup) ist eine Ortschaft im Südwesten des Kosovo, die zur Gemeinde Prizren gehört.

## Geographie

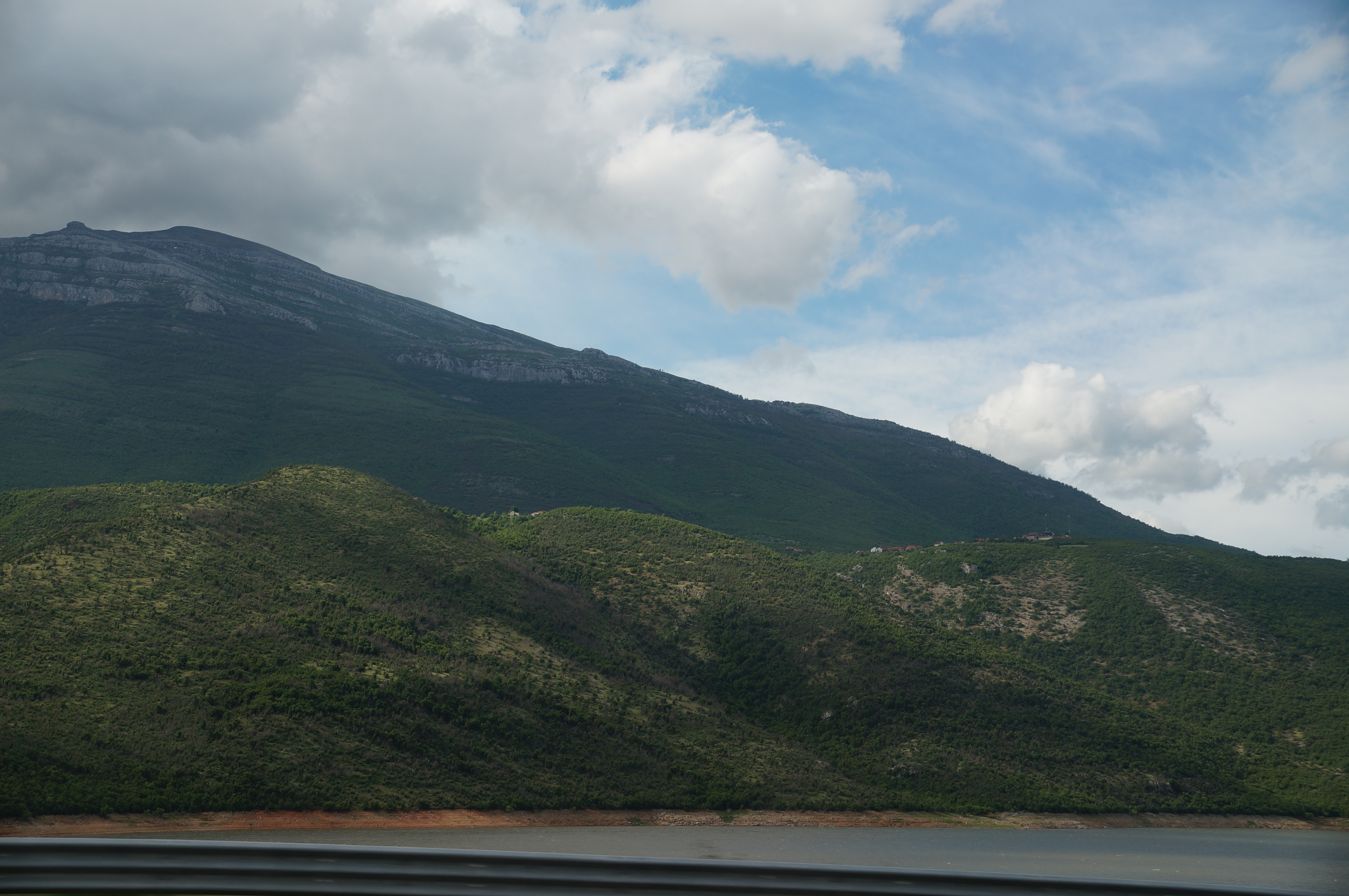
Das Dorf oberhalb des Sees, im Hintergrund der Koritnik

Gorozhup liegt im Tal des Weißen Drin am Südhang des Pashtrik. Unmittelbar westlich des Dorfes befindet sich die Grenze zu Albanien. Der Ort liegt auf ca. 650 m ü. A. auf einer Terrasse, die im Süden über 300 Meter steil zum Drin abfällt. Der Fluss hat sich hier zwischen den beiden Bergen Koritnik im Süden und Pashtrik im Norden einen Durchbruch geschaffen. Im flachen, rund einen Kilometer breiten Talboden geht der Weiße Drin in den Fierza-Stausee über. Gegenüber von Gorozhup liegt am Hang des Koritnik das Dorf Vërmica.
Nächstgelegene Ortschaften sind östlich Milaj (auf kosovarischer Seite) und westlich Pogaj (auf albanischer Seite). Zu Gorozhup gehören die Ortslagen Binaj, Tejec, Tanaj und Kërhanaj.

## Geschichte
Nach der Eroberung Kosovos durch das Königreich Serbien während des Ersten Balkankrieges 1912 richtete die serbische Regierung eine Militärverwaltung vor Ort ein. Dabei wurde eine eigene Gemeinde Gorožup geschaffen, welche zudem die Dörfer Pllaneja, Milaj, Kishaj, Domaj und Shalqi umfasste. Die Gemeinde gehörte zum Srez Has des übergeordneten Okrug Prizren. Diese Verwaltungsgliederung bestand bis zum 6. Januar 1929, als das Gebiet Teil der neu geschaffenen Vardarska banovina innerhalb des Königreich Jugoslawiens wurde.
Bei einer 1919 durchgeführten Volkszählung wurden im Dorf Gorozhup 59 Häuser mit 402 – allesamt albanischen – Einwohnern erfasst.

## Bevölkerung
Die Volkszählung aus dem Jahr 2011 ergab, dass in Gorozhup 290 Menschen wohnen. Von ihnen waren 289 Albaner und einer Bosniake.
Die gesamte Bevölkerung gab an, dem Islam anzugehören.
| Volkszählung | 1919 | 1948 | 1953 | 1961 | 1971 | 1981 | 1991 | 2011 |
| ------------ | ---- | ---- | ---- | ---- | ---- | ---- | ---- | ---- |
| Einwohner    | 402  | 376  | 337  | 332  | 457  | 408  | 423  | 290  |